# Moments (utwór)
"Moments" – popowy utwór brytyjsko-irlandzkiego boysbandu One Direction, pochodzący z ich debiutanckiego albumu studyjnego, zatytułowanego Up All Night. Utwór został napisany przez Eda Sheerana oraz Si Hulberta, który zajął się także jego produkcją. „Moments” wykonywany przez grupę podczas trasy koncertowej Up All Night Tour i Take Me Home Tour. 3 grudnia 2011 utwór zadebiutował na liście UK Singles Chart na pozycji 118. Był szóstym najlepiej sprzedającym utworem One Direction w sierpniu 2012 roku. 21 marca 2012 roku utwór dotarł do 87. pozycji na liście Canadian Hot 100. W Australii „Moments” zadebiutował na 60. miejscu listy przebojów.

## Notowania
| Kraj            | Lista (2010)     | Najwyższa pozycja |
| --------------- | ---------------- | ----------------- |
| Australia       | ARIA             | 60                |
| Kanada          | Canadian Hot 100 | 87                |
| Wielka Brytania | UK Singles Chart | 118               |